# Pascals identitet
Pascals identitet, matematiskt uttryck för binomialkoefficienter, namngivet efter matematikern Blaise Pascal. Identiten säger att 
{\displaystyle {n-1 \choose k}+{n-1 \choose k-1}={n \choose k}}
där {\displaystyle 1\leq k\leq n}, {\displaystyle k,n\in \mathbb {N} }.

## Bevis

### Kombinatoriskt
Pascals identitet är lätt att förstå om man betraktar den ur ett kombinatoriskt perspektiv. Eftersom {\displaystyle {\tbinom {a}{b}}} är antalet sätt vi kan skapa en delmängd med b element ur en mängd med a element, tecknar {\displaystyle {\tbinom {n}{k}}} hur många olika distinkta delmängder med k element man kan få ur en mängd med n element.
Tag nu ett element X ur mängden med n element. För varje delmängd med k element finns då två alternativ – antingen hör X till delmängden eller så gör det inte det.
- Om X tillhör delmängden, behöver man nu endast välja k-1 element bland de n-1 som återstår för att få k stycken.  Detta kan göras på {\displaystyle {\tbinom {n-1}{k-1}}} sätt.
- Om X inte tillhör delmängden, behöver man nu välja alla k element ur den n-1 element stora delmängd som innehåller alla element utom X.  Det kan göras på {\displaystyle {\tbinom {n-1}{k}}} sätt.

Vi kan alltså dra slutsatsen att antalet sätt att skapa en delmängd med k element ur en mängd med n element är lika många som att skapa en delmängd med k-1 element ur en mängd med n-1 element plus antalet sätt man kan skapa en delmängd med k element ur en mängd med n-1 element. 
Vilket skulle visas.

### Algebraiskt
Vi skall visa att
{\displaystyle {n \choose k}+{n \choose k-1}={n+1 \choose k}}
Vänsterledet kan skrivas om som
{\displaystyle {\frac {n!}{k!(n-k)!}}+{\frac {n!}{(k-1)!(n-(k-1))!}}}
Genom att hitta minsta gemensamma nämnare och förenkla fås
{\displaystyle {\frac {n!}{k!(n-k)!}}+{\frac {n!}{(k-1)!(n-k+1)!}}={\frac {(n-k+1)n!}{(n-k+1)k!(n-k)!}}+{\frac {kn!}{k(k-1)!(n-k+1)!}}}
{\displaystyle ={\frac {(n-k+1)n!+kn!}{k!(n-k+1)!}}={\frac {(n+1)n!}{k!((n+1)-k)!}}={\frac {(n+1)!}{k!((n+1)-k)!}}={n+1 \choose k}}
Vilket skulle visas